# Naučná stezka Babín
Naučná stezka Babín je naučná stezka, která spojuje Žďár nad Sázavou a Budeč. Její celková délka je cca 5,5 km, na její trase se nachází 10 zastavení a název dostala podle rybníka Velký Babín.

## Vedení trasy
Trasa začíná za žďárským vlakovým nádražím, odkud po modré turistické značce vede pod Hamerským kopcem k rozcestí U Křížku, kde se stáčejí doleva a okolo Liščích děr míří k rozcestí Babín – rybník. Tady vede doprava odbočka k rybníku Velký Babín. NS posléze pokračuje od rozcestí doleva a končí nedaleko Budče.

## Zastavení
- Území, kde v letech 1958 až 1970 probíhala těžba rašeliny
- Zátoka rybníka
- Vodní hladina
- Louka – les
- Pobřežní dřeviny
- Rákosiny
- Malé rybníčky
- Hráz rybníka
- Les
- Rašelina